# Moritz Ensinger

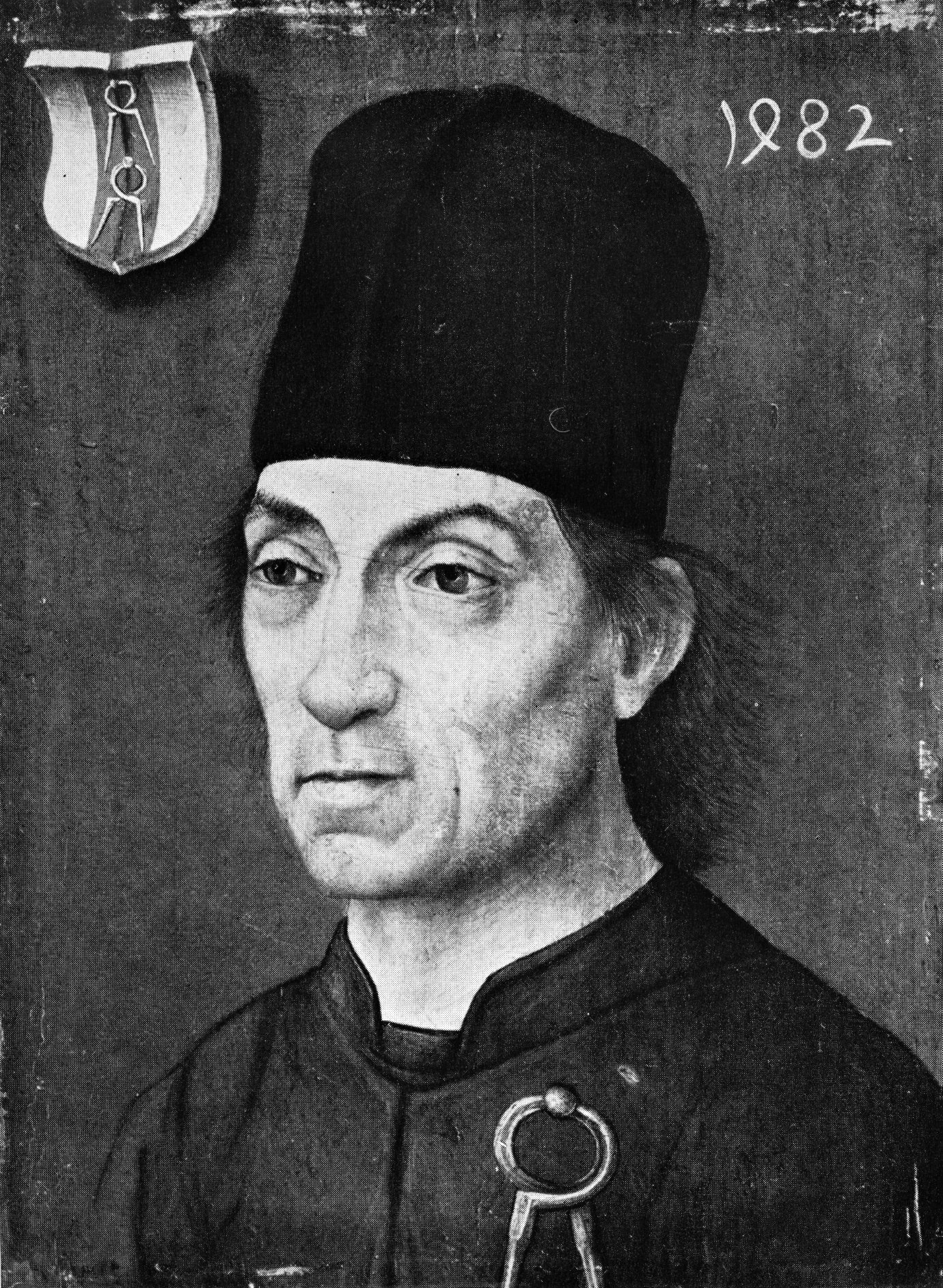
Porträt von unbekannten Künstler, 1482

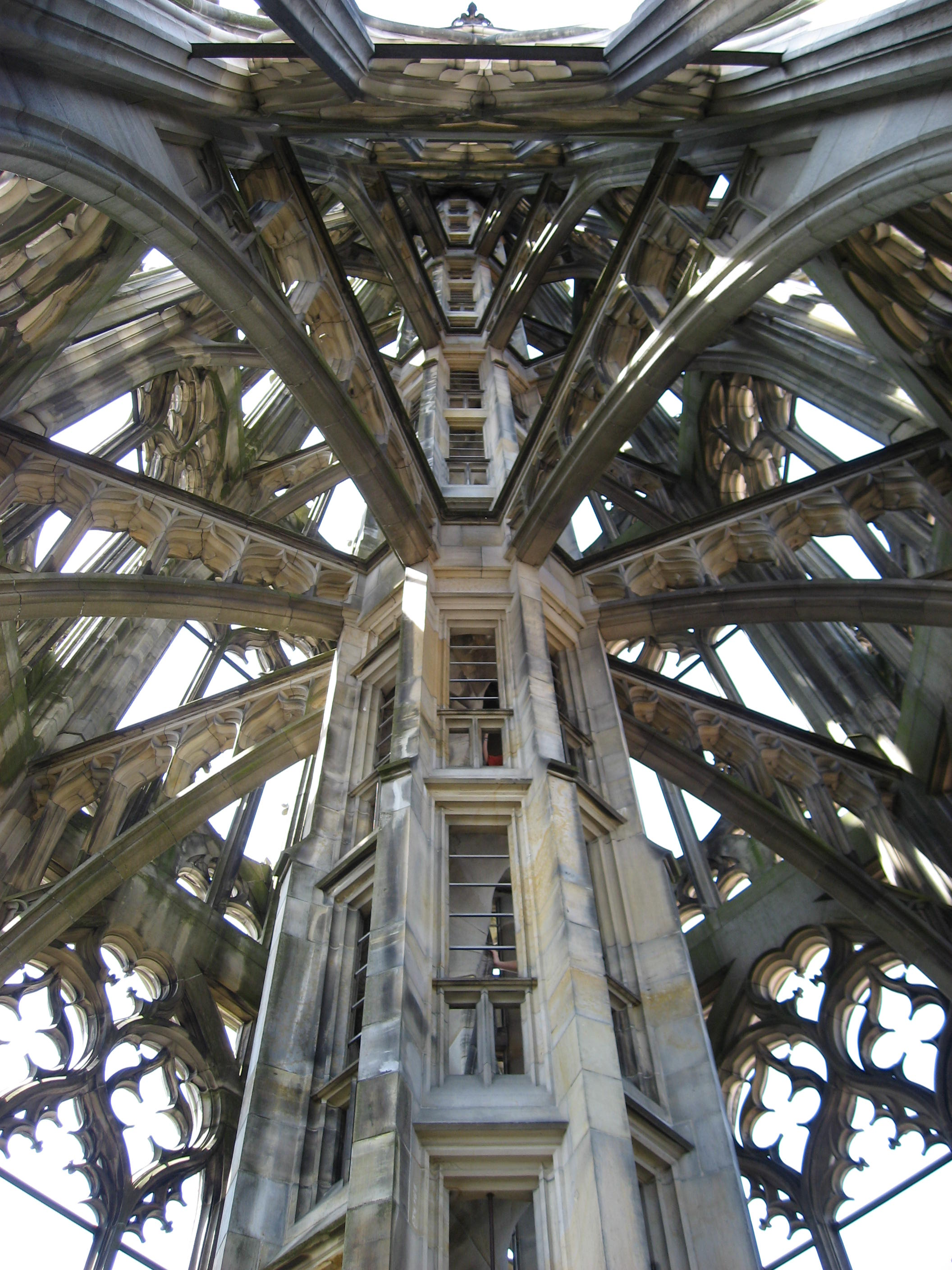
Strebewerk am Turm des Ulmer Münsters

Moritz Ensinger (* um 1430 in Bern; † vor 26. Februar 1483 in Lenzburg bei Aarau) war ein schwäbischer Baumeister und Steinmetz. Er war der Sohn des Ulmer Dombaumeisters Matthäus Ensinger, sein Bruder war Vincenz Ensinger.

## Leben
Es ist relativ wenig über Moritz Ensingers Leben bekannt. Ensinger wurde erstmals 1449 als Steinmetzgeselle am Ulmer Münster erwähnt und wurde 1465 Nachfolger seines Vaters Matthäus Dombaumeister in Ulm. 1477 gab er dieses Amt auf. Er erwarb 1478 das Bürgerrecht in Konstanz und kaufte dort ein Haus, das er 1479 wieder verkaufte. Er lebte während seiner Krankheit in Lenzburg und verstarb an diesem Ort. Seine Schwester heiratete von 1469 den Bildschnitzer Michel Erhart.

## Werk
Vermutlich hat Moritz Ensinger bereits 1462 das Sakramentshaus im Ulmer Münster entworfen und es bis etwa 1471 errichtet. Hier führte er neue Motive und Stilprinzipien in die Ulmer Architektur ein, so Astwerkmotive und sich biegende Fialen. Hier arbeitete er mit den Bildhauern Hans Multscher und Jörg Syrlin dem Älteren zusammen, die dafür Figuren anfertigten.
Ab 1465 wurde Moritz Ensinger zunächst für zehn Jahre und ab 1470 auf Lebenszeit als Dombaumeister angestellt. Er wölbte des Mittelschiff ein und führte den Turmbau fort. Von ihm stammt ein Riss des Ulmer Münsterturms, der nicht mehr vorhanden ist und von dem lediglich noch eine Fotografie existiert. Angenommen wird, dass er um 1477 seine Tätigkeit in Ulm beendete.
Er wurde an der Münchener Liebfrauenkirche (1474) und in Nördlingen an der St.-Georgskirche (1472) um baulichem Rat herangezogen. Bekannt ist, dass Moritz Ensinger Kenntnisse im Städtebau und Festungsbau hatte.

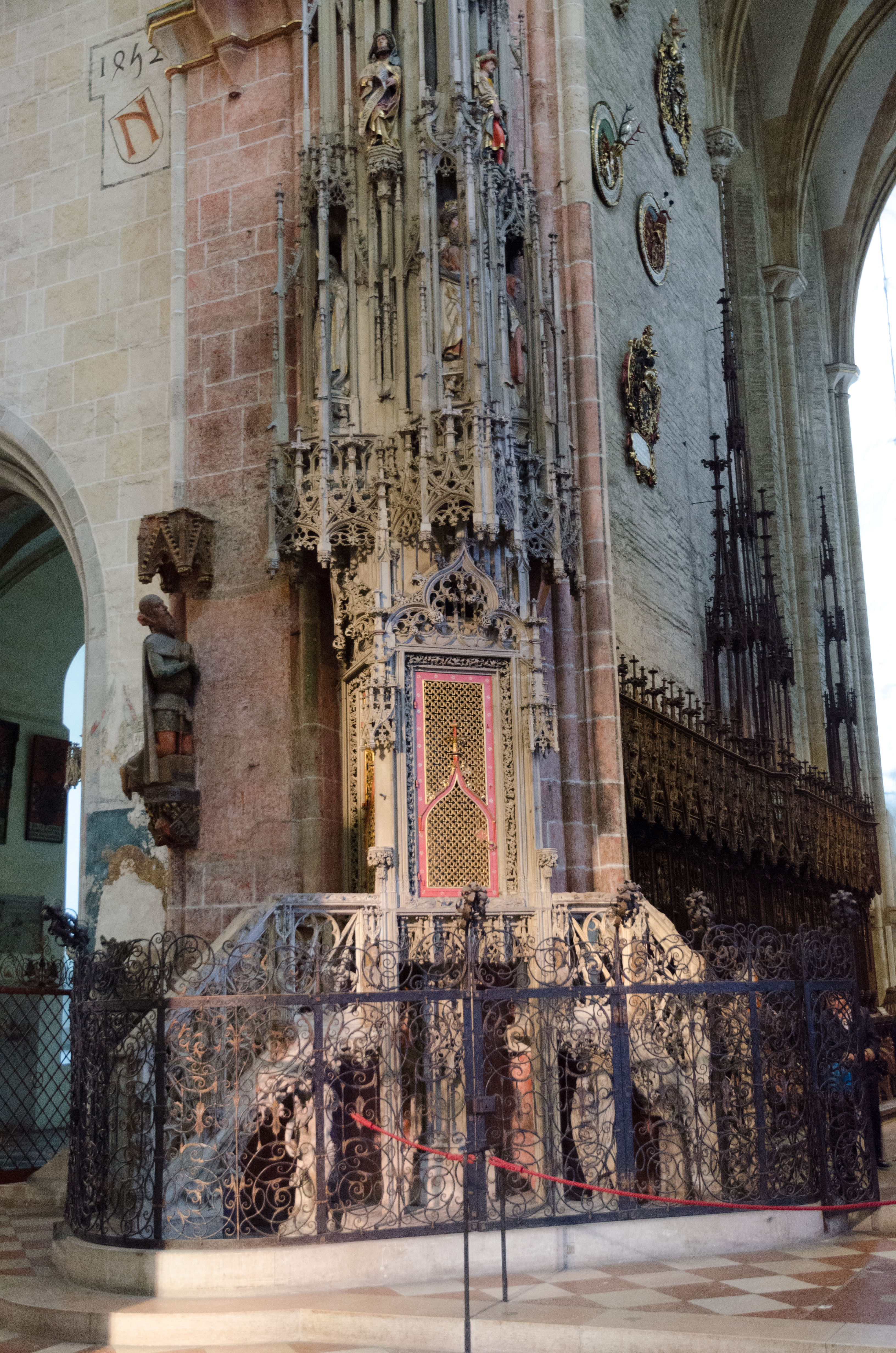
Sakramentshaus des Ulmer Münsters, 1462–1471, unterer Teil
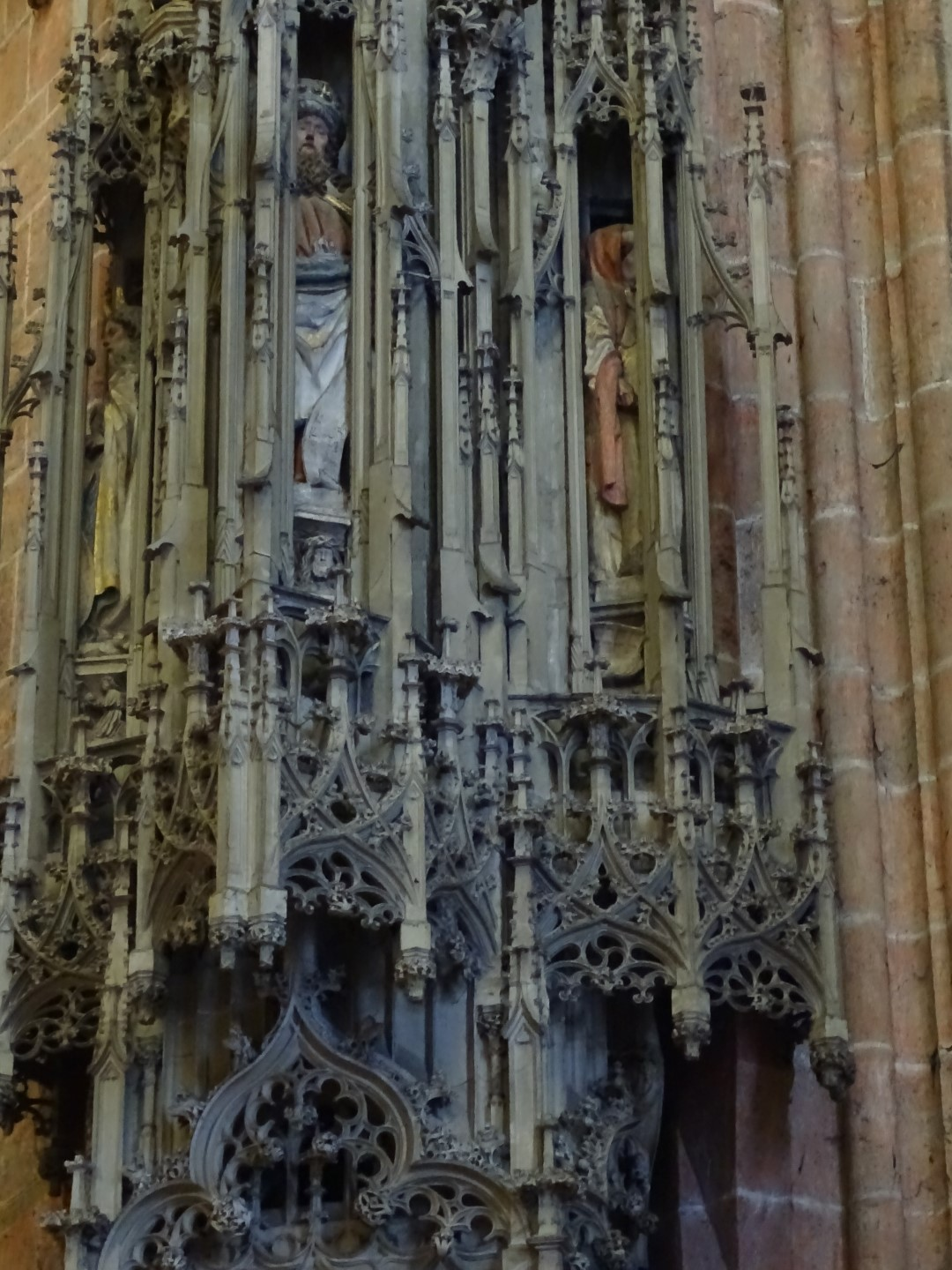
Sakramentshaus des Ulmer Münsters, 1462–1471, Teil des Baldachins
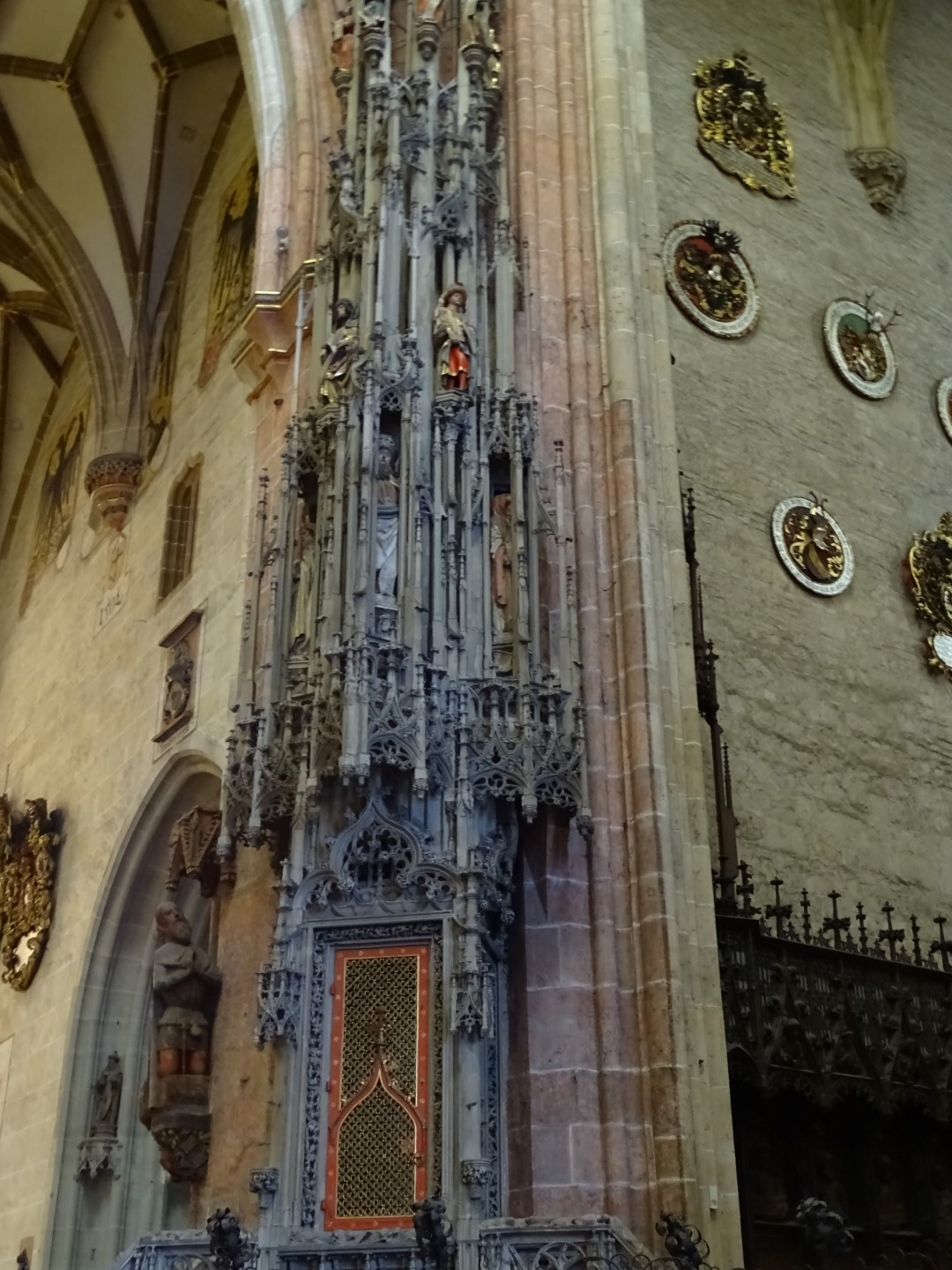
Sakramentshaus des Ulmer Münsters, 1462–1471, Teil des Baldachins
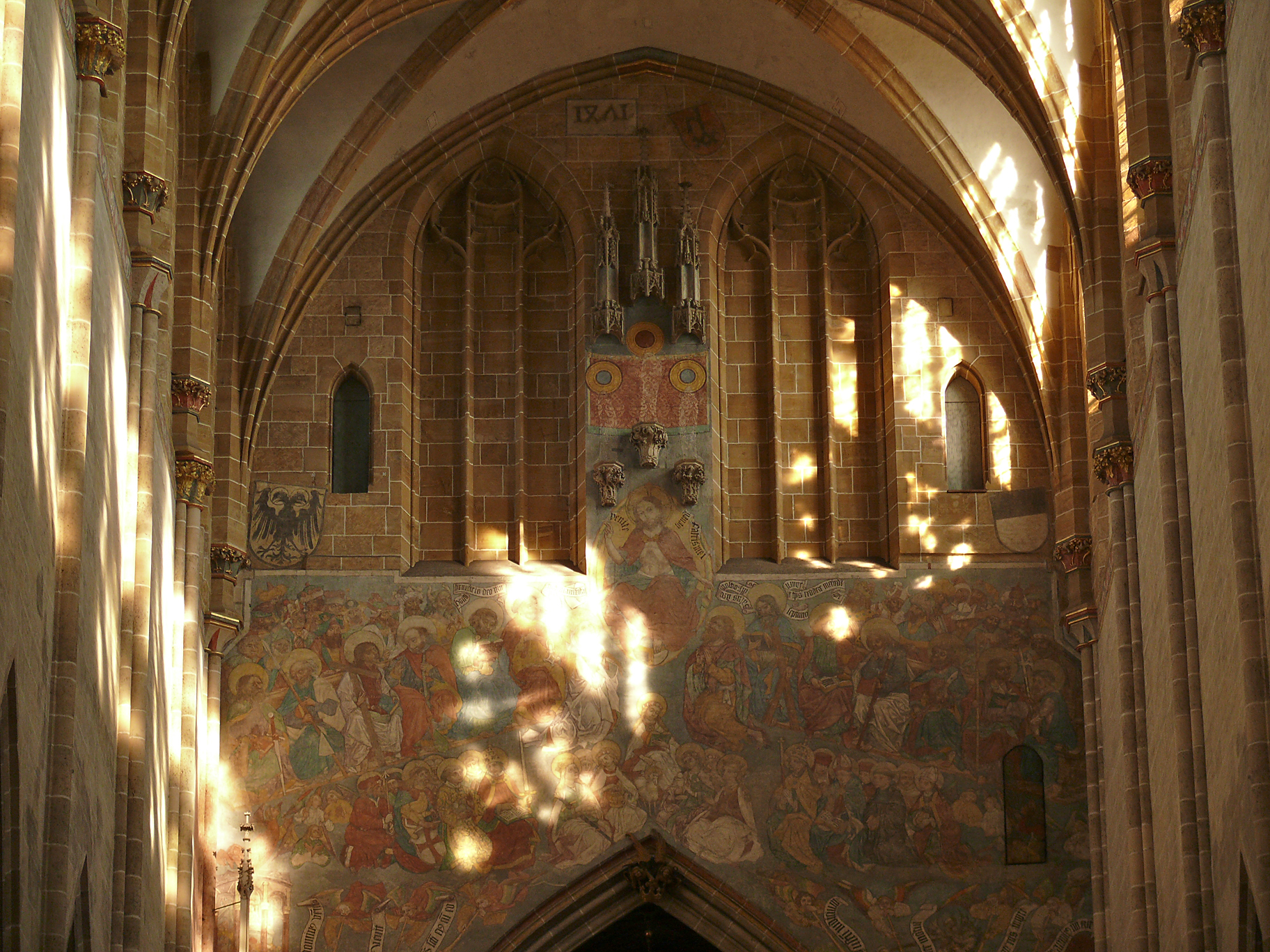
Drei Baldachine mit Wappen des Moritz Ensinger am Ostende des Mittelschiffs des Ulmer Münsters, datiert 1471
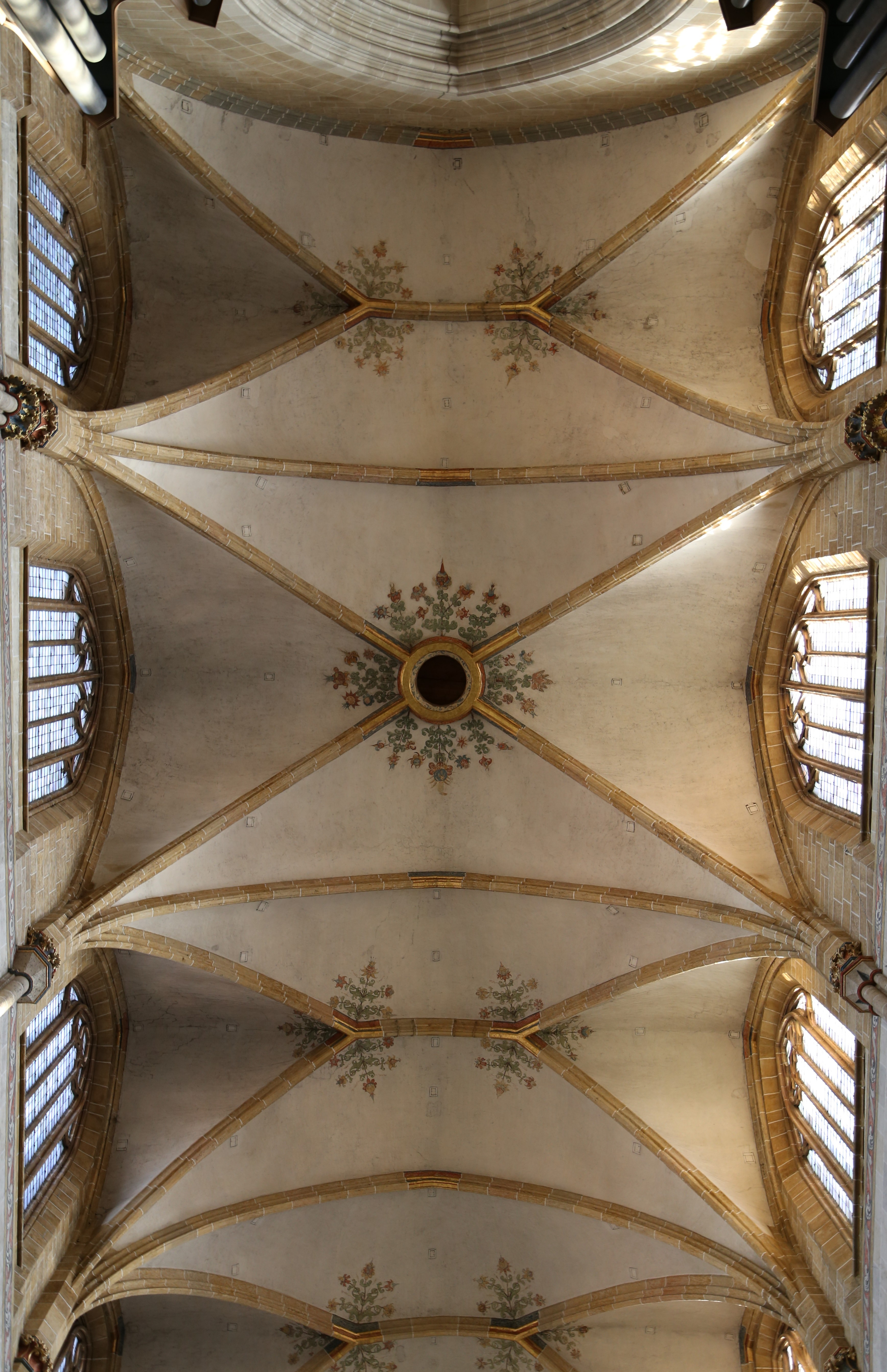
Mittelschiffgewölbe des Ulmer Münsters, errichtet 1470/71